# عماد فقیه کرمانی
شیخ الاسلام، "خواجه عمادالدین علی فقیه کرمانی، متخلص به «عماد»، و معروف به «عماد فقیه کرمانی» (زاده: ۶۹۰ه.ق − درگذشت: ۷۷۲ یا ۷۷۳ه.ق) یکی از شاعران و عارفان برجسته و معروف قرن هشتم هجری به‌شمار می‌آید که معاصر حافظ و مورد توجه او بوده‌است. عمدهٔ شهرت او، به خاطر اشعار زیبا و عارفانهٔ اوست که مضامین معنوی و اخلاقی دارند.

## زندگی
پدر ِوی، محمود فقیه کرمانی، از نزدیکان و محارم نظام الدین محمود کرمانی عارف و صوفی نامدار قرن هفتم و از شاگردان عبدالسلام کامویی محسوب می‌شد و به دستور وی خانقاهی در کرمان بنا نمود و خود به نمایندگی از نظام الدین محمود، ادارهٔ امور این خانقاه را عهده‌دار گردید. نظام الدین محمود در سال ۷۰۵ هجری قمری در کرمان خرقه تهی کرد و به دیارباقی شتافت و در روز هفتم ِفوت ِ او، "محمود"، پدر عمادفقیه نیز دیده از جهان فروبست.
بدین ترتیب، «عماد فقیه»، در سال ۷۰۵ ه.ق درحالیکه فقط ۱۵ سال سن داشت، به اتفاق برادرش، ادارهٔ امور خانقاه را برعهده گرفت و ضمنا به تحصیلات فقهی خویش نیز ادامه داد.
در کنار تحصیلات، عمادفقیه سرودن شعر را آغاز کرد و از همان سنین جوانی در این زمینه به شهرت رسید.
بیشتر عمر عمادفقیه و دوران اوج شاعری او، مقارن با حکومت دو تن از حُکّام نامدار سلسلهٔ آل مظفر در کرمان، یعنی: امیرمبارزالدین محمّد مظفّر و شاه شجاع بود. این دو پادشاه سخت به عماد فقیه ارادت می‌ورزیدند و عماد نیز به شاه شجاع محبت ویژه داشت و چونان مرشد و طرف مشورت او در مسائل مهم بود. 
عماد فقیه همچنین از معاصران بزرگانی چون خواجه حافظ شیرازی، عبید زاکانی و خواجوی کرمانی محسوب می‌شد و با این بزرگان در ارتباط بود. به علاوه وی در سروده‌های خویش، از میان ِ شاعران گذشته بیش از همه به سعدی ارادت می‌ورزید و از وی تقلید می‌نمود.
شهرت «عمادفقیه کرمانی» در سرودن شعر و مهارت ِ وی در این فنّ به حدی زیاد بود که در مورد وی در تذکرهٔ دولتشاه سمرقندی، به نقل از شیخ آذری چنین آمده است:
«فضلا برآنند که سخن ِ مُتقدّمان و متأخرانِ جواهرالاسرار احیاناً در حشوی واقع شده است. امّا سخن «عماد فقیه» که اکابر اتفاق کرده‌اند که در آن سخن اصلاً قصوری واقع نیست، نه در لفظ و نه در معنا و از سخن «خواجه» بوی دلاویز عبیر می‌آید که به مشام صاحب دلان و هنروران، بلکه از بوی جان زیباتر می‌نماید.». 
تذکره نویسان و منتقدان ادبی از قبیل عبدالرحمان جامی در نفحات الانس، شعر عماد را «شعر همگان» می دانستند، زیرا عماد شعر خویش را بر همۀ واردان به خانقاهش می خواند و از آنان نقد و نظر می خواست و پیشنهادهای نیکوی آنان را در شعرش وارد می کرد و به همین سبب شعر او برآیند ذوق جمعی مردمان زمانه اش و مقبول طبع همگان بود. عماد کرمانی و خواجوی کرمانی، پیشکسوتان شاعران قرن هشتم هجری و حلقۀ اتصال میراث غزل سعدی به شاعران غزلسَرای این قرن از قبیل حافظ شیرازی، سلمان ساوجی و عبید زاکانی بودند و در اندازه ای وسیع مورد تقلید و تتبع این دسته از شاعران قرار گرفتند، به گونه ای که برخی از ابیات عماد فقیه و خواجوی کرمانی با اندک تغییری در ساختار غزلهای مشهور سلمان و حافظ جای گرفته است و شمار چشمگیری از غزلیات سلمان و حافظ در وزن و قافیه، مشترک با غزلیات خواجو و عماد است.
سرانجام «عمادفقیه کرمانی» که ستاره ای پرفروغ در آسمان دیار ِادب پرور ِ کرمان محسوب می‌شد، در سال ۷۷۲ یا ۷۷۳ه.ق، و در سن ۸۲ یا ۸۳ سالگی، بدرود حیات گفت و در محوطهٔ خانقاهی که خود در محلهٔ «سرپل دولت آباد» کرمان ساخته بود، به خاک سپرده شد. هم‌اکنون اثری از این محلهٔ قدیمی کرمان برجای نمانده‌است، امّا محل تقریبی دفن عمادفقیه، در خیابان گنجعلی خان امروزی، حدّفاصل بین چهارسوق مسگری و مدرسه ابراهیم خان ظهیرالدوله، واقع است.

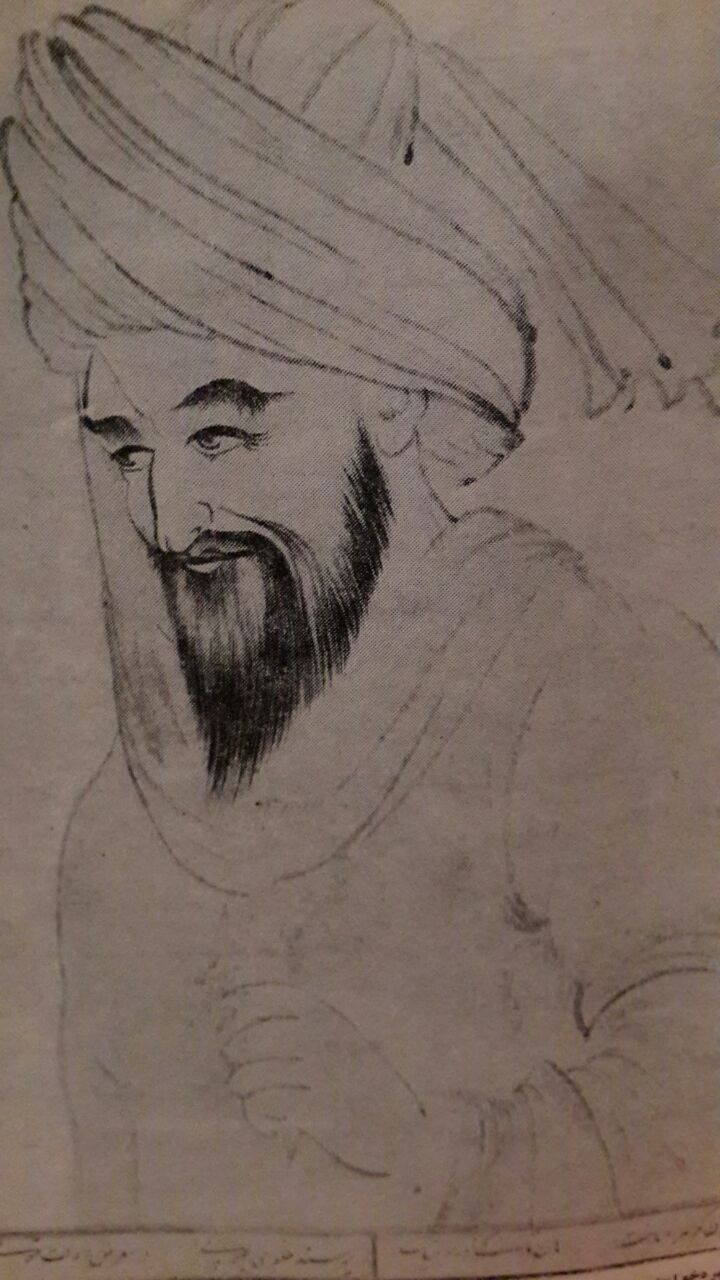
نگارۀ عماد فقیه کرمانی، اثر رضای عباسی مطابق شیوۀ صادقی کتابدار در عصر صفویه. چهرۀ عماد فقیه در این نگاره، متفاوت با مینیاتور «نسخه آ» است که متعلق به عصر سلطنت آل مظفر و دارای اصالت است. در اطراف نگارۀ عماد فقیه، این بیت‌ها از مثنوی صحبت نامه عماد فقیه تشخیص‌پذیر است:
تا چند پی خیال، پویی/ ذکر خط و زلف و خال گویی-
رفته‌ست عماد، عمر بر باد/ زین عمرِ به باد رفته فریاد-
ای خازن گوهر امانت/ هان تا نکنی در او خیانت

.

## آثار
وی از عنفوان شباب، علیرغم مقام فقاهتی خویش، سرودن شعر را نیز آغاز نمود و تا پایان عمر، آثار متعددی از خود به یادگار گذاشت.
از جملهٔ آثار او، علاوه بر دیوان غزلیاتش، می‌توان به پنج مثنوی نیز اشاره کرد، که عبارتنداز: «محبت نامه»، «صحبت نامه»، «ده نامه»، «طریقت نامه» و «صفانامه» (که با عنوان «مونس الاسرار و انیس الاخبار» هم معروف است). قدیمی‌ترین این آثار «محبت نامه» است که عمادفقیه آن را در سال ۷۲۲ه.ق و در سن ۳۲ سالگی سروده است.
مثنوی طریقت نامه (مشتمل بر حدود ۲۷۷۰ بیت) او نیز، در روزگار اوج قدرت امیر مبارزالدین محمد مظفر (۷۶۵–۷۱۳ ق) سروده شده و به همین جهت متضمن اشاراتی به اوست.

## نمونۀ اشعار
در غم زوال سلطنت شاه شیخ ابو اسحاق، پادشاه محبوب معاصرش و آوارگی او و با دریغ بر روزگار خوش فرمانروایی او می سَراید:
گر چه مه به زیبایی شمع جمع آفاق است
دل نمی‌برد آری، دلبری به اخلاق است
با تو روی دعوی نیست ماه را که آن روی است
با تو راه رفتن نیست سرو را که آن ساق است
دست دشمنان گیری؟ یارب این چه دستان است؟
خون دوستان ریزی؟ یارب این چه یاساق است
تُرکتاز عشقت کرد رخت عقل من غارت
خانه می‌شود یغما هر کجا که بلغاق است
قصد ما ضروری نیست می‌روی و دوری نیست
چاره جز صبوری نیست گرچه طاقتم طاق است
من که همچو پروانه گرد شمع می‌گردم
غم ندارم از کشتن خوف من ز اِحراق است
گر سر صفا دارد شهریار صاحبدل
هر چه در جهان دارم نذر شیخ ابوسحاق است
دست جور گردونش از عماد دور افکند
سخت بود هجرانش گرچه سست‌میثاق است

و هم در ستایش آن شهریار صاحبدل که محبوب همۀ شاعران زمانه از جمله خواجو، حافظ و عبید زاکانی بود، می سراید:
دو هفته عمر که هست از حیات ما باقی
فدای باده و گل باد و شاهد و ساقی
بیا که در گره طرّة تو بندم دل
که کار من نگشاید ز شَید و زَرّاقی 
در آدمی و پری هیچ کس نشان ندهد
شمایل تو که حوری فرشته‌اخلاقی
شکست رونق شمشاد، ز اعتدال قدت
مگر که رایت منصور شیخ ابوسحاقی
عماد دل شده را ورد صبح و شام این است
که باد تا به ابد، عهد دولتش باقی

و در بیان غم دل می سراید:
نَبوَد عجب که دشمن بر حال ما بگرید
هر سنگدل که باشد بر مبتلا بگرید
گر ماجرای ما را بر وحش و طیر خوانی
این بر زمین بنالد وان بر هوا بگرید
هر جا که هست پیری در تکیه ای بموید
وانجا که هست میری بر متکا بگرید
چشم عماد بیدل از گریه گر شود خون
عیبش مکن در این غم بگذار تا بگرید